# Athetis xantholopha
Athetis xantholopha är en fjärilsart som beskrevs av George Francis Hampson 1902. Athetis xantholopha ingår i släktet Athetis och familjen nattflyn. Inga underarter finns listade i Catalogue of Life.